# أدريان وارد (فنان)
أدريان وارد (بالإنجليزية: Adrian Ward)‏ هو فنان بريطاني، ولد في 1976.